# Microplia
Microplia es un género de escarabajos longicornios de la tribu Acanthocinini.

## Especies
- Microplia agilis Audinet-Serville, 1835
- Microplia nigra Monné, 1976